# Trobni Dol
Trobni Dol – wieś w Słowenii, w gminie Laško. W 2018 roku liczyła 159 mieszkańców.